# Weißes Alpen-Edelweiß
Das Weiße Alpen-Edelweiß (Leontopodium nivale subsp. nivale), auch Schnee-Edelweiß genannt, ist eine Unterart des Alpen-Edelweiß (Leontopodium nivale), einer Pflanzenart aus der Gattung Leontopodium (Edelweiß) innerhalb der Familie der Korbblütler (Asteraceae). Das Weiße Alpen-Edelweiß (Leontopodium nivale subsp. nivale) ist seltener als das Gewöhnliche Alpen-Edelweiß (Leontopodium nivale subsp. alpinum) und kommt nicht in den Alpen vor. Verbreitet ist es in Südeuropa in den Hochgebirgen Italiens und der Balkanhalbinsel.

## Beschreibung

### Vegetative Merkmale
Das Weiße Alpen-Edelweiß ist eine kleine, ausdauernde, krautige Pflanze. Der Stängel ist unverzweigt. Die Laubblätter sind in einer grundständigen Blattrosette und wechselständig am Stängel angeordnet. Die Blattspreite der Grundblätter ist spatelförmig und die der Stängelblätter lanzettlich bis eilanzettlich. Alle Blätter sind beiderseits dicht weißwollig bis weißfilzig behaart.

### Generative Merkmale
Die gelblichweißen Blüten stehen wie typisch für die Korbblütler in körbchenförmigen Blütenständen, die zu mehreren gehäuft an der Spitze des Stängels sitzen. Umgeben sind sie von einer auffallenden, ausgebreitet sternförmigen Hülle aus weißwollig-filzig behaarten und dadurch weiß aussehenden Hochblättern.

### Unterscheidung der beiden Unterarten
Die Unterart Weißes Alpen-Edelweiß unterscheidet sich von dem weiter verbreiteten und viel häufigeren Gewöhnlichen Alpen-Edelweiß in folgenden Merkmalen: Der Stängel ist in der Regel kürzer, von weniger als 1 Zentimeter meist bis zu 5 Zentimeter, ausnahmsweise bis zu 12 Zentimeter lang (beim Gewöhnlichen Alpen-Edelweiß oft bis zu 30 Zentimeter, selten kürzer als 5 Zentimeter). Die Laubblätter sind dicker und beiderseits weißfilzig (beim Gewöhnlichen Alpen-Edelweiß meist auf der Oberseite dünner behaart und deutlich grün gefärbt). Die die Blütenköpfchen umgebenden Hochblätter sind etwa zweimal so lang wie breit (beim Gewöhnlichen Alpen-Edelweiß bis viermal so lang). Der Sammelblütenstand besteht meist aus einem zentralen Körbchen (von etwa 4 Millimeter Durchmesser), das von etwa fünf weiteren, kleineren Körbchen umgeben ist (beim Gewöhnlichen Alpen-Edelweiß fast immer mehr Körbchen).

## Vorkommen

### Verbreitung
Das Weiße Alpen-Edelweiß kommt in zwei kleinen, voneinander getrennten (disjunkten) Verbreitungsgebieten vor: In den Abruzzen, dem höchsten Teil des Apennin in Italien und im Pirin-Gebirge auf der Balkanhalbinsel in Bulgarien. Ob auch die von Handel-Mazzetti zur Unterart gerechneten Nachweise vom Gebirgsstock des Žljeb im Prokletije-Gebirge im Grenzgebiet zwischen Kosovo, Montenegro und Serbien dazugehören, ist unklar und umstritten. Während im Apennin das Gewöhnliche Alpen-Edelweiß ganz fehlt, kommen auf dem Balkan beide Unterarten vor, wenn auch immer räumlich voneinander getrennt. In Italien gibt es Nachweise aus den Sibillinischen Bergen, aus dem Majella und vom Gran Sasso, in Höhenlagen von 2300 bis 2800 Metern. Es soll am Corno Grande des Gran Sasso durchaus häufig sein. Im Pirin wächst es auf Höhenlagen von 2170 bis 2605 Metern.

### Lebensraum
Das Weiße Alpen-Edelweiß ist im Pirin-Gebirge ökologisch näher untersucht worden. Die Böden dort bestehen aus groben Partikeln wie Sand und Kieselsteinen und der pH-Wert der Proben ist neutral bis leicht alkalisch. Dies bestätigt die bereits bekannte kalkliebende Natur der Unterarten des Alpen-Edelweiß. Der extrahierbare Phosphor (P) im Boden lag zwischen 20,65 g/kg und 23,89 g/kg.
Das Weiße Alpen-Edelweiß wächst in den verkarsteten Marmorbergen auf flachgründige Böden in Spalten und Blockhalden des Gesteins, mit einer Vegetationsdeckung von unter 50 Prozent. Der Boden ist durch Frost- und Auftauvorgänge (Kryoturbation) stark beeinflusst. Vorkommen gibt es in alpinem Grasland und Hochstaudenfluren und in Schneetälchen. Begleitende Arten sind etwa Silberwurz (Dryas octopetala), die Segge Carex kitaibeliana, der Steinbrech Saxifraga ferdinandii-coburgii und die Zwerg-Glockenblume (Campanula cochleariifolia).

## Systematik
Diese Unterart wurde, als Art Gnaphalium nivale, 1811 durch den italienischen Botaniker Michele Tenore erstbeschrieben. Typlokalität waren die Berge des Königreichs Neapel, also der Apennin. In der 1928 durch den österreichischen Botaniker Heinrich von Handel-Mazzetti veröffentlichten Monographie der Gattung Leontopodium stellte dieser Tenores Art als Leontopodium nivale (Ten.) Huet. in die Gattung Leontopodium, wobei er den Namen dem französischen Botaniker Alfred Huet du Pavillon zuschreibt, wobei der Name durch ihn validiert wurde, woraus sich die Form Leontopodium nivale (Ten.) A.Huet ex Hand.-Mazz. ergab. Nach Handel-Mazzetti gab es so zwei europäische Arten, Leontopodium alpinum und Leontopodium nivale, die er in einer Sektion Alpina in der Gattung Leontopodium vereinte. Spätere Botaniker betrachteten beide Sippen entweder als getrennte Arten, als Unterarten einer einzigen Art oder selten sogar nur als Lokalpopulationen. Die Einstufung als Unterart hat sich durchgesetzt, wobei einige Botaniker aber an der Einstufung als zwei getrennte Arten festhalten.
Da der Name Leontopodium nivale (eingeführt 1811 durch Tenore) älter ist als Leontopodium alpinum (eingeführt erst 1822 durch Cassini) gilt nach dem Prioritätsprinzip der Nomenklaturregeln der Botanik, wonach immer der älteste valide Name verwendet werden muss, dass die gemeinsame Art ebenfalls Leontopodium nivale heißen muss, nicht, wie lange angenommen, Leontopodium alpinum. Dies veranlasste den Botaniker Werner Greuter, 2003 den lange eingeführten und bekannten Namen des Alpen-Edelweiß zu Leontopodium nivale subsp. alpinum (Cass.) Greuter formal umzukombinieren. Der Name Leontopodium alpinum subsp. nivale (Ten.) Tutin für die Unterart, eingeführt durch den Botaniker Thomas Gaskell Tutin und etwa durch ihn in der Flora Europaea verwendet, ist also ungültig.
Das Epitheton nivale im Namen der Unterart ist abgeleitet von lat. nix, Genitiv nivis für „Schnee“, dazu das Adjektiv nivalis für „beschneit“.